# Viagem ao fundo do mar (voleibol)
Viagem ao fundo do mar, ou simplesmente Saque Viagem é conhecido como o saque forte, em que o jogador eleva a bola, corre e a corta em direção à quadra adversária, como se fosse um ataque.
A jogada foi executada pela primeira vez no Brasil ainda na década de 60 por Jorge Mello Bittencourt. Porém, ela só foi popularizada na década de 80. Foi usado oficialmente pela primeira vez em 1984, na Olimpíada de Los Angeles, num jogo contra o EUA, que, pegos de surpresa e confusos com o saque, acabaram perdendo por 3 x 0..
Nelson Kautzner Marques Junior, em seu artigo História do voleibol no Brasil e o efeito da evolução científica da educação física brasileira nesse esporte, conta que, segundo Montanaro, em entrevista concedida ao programa Clássicos BandSports, em 6 de janeiro de 2005, o saque em suspensão começou da seguinte forma: “Eu, Renan, William e outros companheiros da seleção, ficávamos após o treino brincando de realizar cortadas dos 3 metros, dos 4 metros até que chegamos um dia na linha dos 9 metros, a de saque. A disputa consistia no maior número de acertos em cada linha de ataque”. O técnico Bebeto de Freitas, vendo aquela competição sugeriu: “Porque vocês não passam a treinar essa cortada como saque?” “Gostamos da idéia e começamos a treinar”. “A partir desse momento nasceu o saque em suspensão, popularizado por todo o mundo, sendo o 1º ataque no jogo de voleibol”.
Essa jogada revolucionou o esporte, sendo praticamente o único tipo de saque usado no voleibol atual.
Em 2013, foi lançado o filme Viagem - O Saque que Mudou o Vôlei, dirigido por Giuliano Zanelato, que conta a história deste saque e da Geração de Prata, que popularizou esta jogada. Em 2016 Giuliano Zanelato publicou o documentário no seu canal do YouTube.